# Contea di Sandusky
La contea di Sandusky (in inglese Sandusky County) è una contea dello Stato dell'Ohio, negli Stati Uniti. La popolazione al censimento del 2000 era di 61 792 abitanti. Il capoluogo di contea è Fremont.